# 4909 Couteau
A 4909 Couteau (ideiglenes jelöléssel 1949 SA1) a Naprendszer kisbolygóövében található aszteroida. Marguerite Laugier fedezte fel 1949. szeptember 28-án.